# 新九郎山
新九郎山（しんくろうやま）は、徳島県那賀郡那賀町にある山である。標高1,635.3m。

## 地理
旧木頭村北西に位置。高ノ瀬峡を挟んで西の中東山と対している。剣山から次郎笈を経て南へ延びる山稜から、東に枝分かれして折宇谷山、平家平へ連なる山稜から南西に少し離れた地点にある。
樹間から南西に石立山、北に次郎笈、東方には折宇谷山が望まれ、北側の眼下に剣山スーパー林道が見える。